# Śnieżkowo
Śnieżkowo (biał. Снежкава, ros. Снежково) – wieś na Białorusi, w obwodzie mińskim, w rejonie wilejskim, w sielsowiecie Lubań.

## Historia
W czasach zaborów wieś w gminie Wilejka, w powiecie wilejskim, w guberni wileńskiej Imperium Rosyjskiego.
W latach 1921–1945 wieś leżała w Polsce, w województwie wileńskim, w powiecie wilejskim, w gminie Kołowicze (do 1929 gmina Wilejka).
Według Powszechnego Spisu Ludności z 1921 roku zamieszkiwało tu 69 osób, 1 była wyznania rzymskokatolickiego a 68 prawosławnego. Jednocześnie wszyscy mieszkańcy zadeklarowali białoruską przynależność narodową. Było tu 11 budynków mieszkalnych. W 1931 w 13 domach zamieszkiwało 76 osób.
Wierni należeli do parafii rzymskokatolickiej i prawosławnej w Wilejce. Miejscowość podlegała pod Sąd Grodzki w Wilejce i Okręgowy w Wilnie; właściwy urząd pocztowy mieścił się w Wilejce.
W wyniku napaści ZSRR na Polskę we wrześniu 1939 miejscowość znalazła się pod okupacją sowiecką. 2 listopada została włączona do Białoruskiej SRR. Od czerwca 1941 roku pod okupacją niemiecką. W 1944 miejscowość została ponownie zajęta przez wojska sowieckie i włączona do Białoruskiej SRR.
Od 1991 roku w składzie niepodległej Białorusi.